# 长升源黄酒庄
长升源黄酒庄，是一创建于明崇祯年间的老字号，位于中国山西省晋中市平遥县平遥古城中心南大街41号，市楼南侧。
长升源黄酒庄初名“聚昇源”，1900年慈禧太后西逃时路经平遥，将其更名为“长昇源”。1952年停业，1995年恢复老字号。
1994年12月28日，长升源炉食铺旧址公布为平遥县文物保护单位。2010年，“长升源老字号黄酒酿酒技艺”申报省级非物质文化遗产成功。